# Rafael Romo
Rafael Romo (født 25. februar 1990) er en venezuelansk professionel fodboldspiller, som spiller for den ecuadorianske Serie A-klub Universidad Católica og Venezuelas landshold.